# Antonia Joussen
Antonia Josephine Maria Joussen (ur. 1971) – niemiecka okulistka, profesor nauk medycznych. Szef kliniki okulistyki szpitala uniwersyteckiego Charité w Berlinie.

## Życiorys
Maturę zdała w Calvarienberg Gymnasium w Bad Neuenahr-Ahrweiler w 1990. Medycynę studiowała w latach 1990–1996 na Uniwersytecie Zagłębia Ruhry w Bochum oraz na Uniwersytecie Ruprechta i Karola w Heidelbergu. W czasie studiów zdała amerykański, trzyczęściowy egzamin medyczny (ang. United States Medical Licencing Examination). Pracę doktorską pt. Experimentelle Studien zur farbstoffverstärkten Lasertherapie im Bereich des vorderen Augenabschnittes (ang. Experimental studies of dye-enhanced laser therapy in the anterior segment of the eye) obroniła w 1996. 
W 1998 uzyskała pełne prawo do wykonywania zawodu lekarza. W okresie 1999–2000 pracowała w USA jako research fellow w szpitalu uniwersyteckim Harvard Medical School w Bostonie (tematyka pracy: farmakofizjologia i retinopatia cukrzycowa). Habilitowała się w 2001 na podstawie pracy Diabetic Retinopathy: Pathophysiology and Treatment Approaches. W 2002 otrzymała uprawnienie do nauczania (veniam legendi) i objęła stanowisko starszego konsultanta w klinice chirurgii siatkówki i szklistki Uniwersytetu Kolońskiego, gdzie rok później awansowała na pozycję wicedyrektora. 
W 2006 otrzymała propozycję objęcia profesury (poziom W3 w niemieckim systemie kariery akademickiej) i szefostwa kliniki okulistyki na Uniwersytecie Heinricha Heinego w Düsseldorfie, którą przyjęła. W 2009 otrzymała podobną ofertę z Berlina, którą również przyjęła stając się w 2010 profesorem i szefem kliniki okulistyki (Virchow Klinikum oraz Klinikum Benjamin Franklin) szpitala uniwersyteckiego Charité.
Jest autorką i współautorką rozdziałów w fachowych książkach oraz licznych artykułów publikowanych w recenzowanych czasopismach okulistycznych takich jak m.in. „American Journal of Ophthalmology", „British Journal of Ophthalmology", „Acta Ophthalmologica", „Experimental Eye Research" oraz „Journal of Glaucoma". 
Wraz z Davidem Wongiem jest redaktorem naczelnym czołowego niemieckiego czasopisma okulistycznego „Graefe's Archive for Clinical and Experimental Ophthalmology”.
Należy do szeregu niemieckich oraz międzynarodowych towarzystw okulistycznych, m.in. Deutsche Ophthalmologische Gesellschaft (Niemieckiego Towarzystwa Okulistycznego).